# Fries (Virgínia)
Fries és una població dels Estats Units a l'estat de Virgínia. Segons el cens del 2000 tenia 614 habitants.

## Demografia
Segons el cens del 2000, Fries tenia 614 habitants, 298 habitatges, i 177 famílies. La densitat de població era de 364,7 habitants per km².
Dels 298 habitatges en un 17,4% hi vivien nens de menys de 18 anys, en un 46,3% hi vivien parelles casades, en un 9,1% dones solteres, i en un 40,6% no eren unitats familiars. En el 39,3% dels habitatges hi vivien persones soles el 23,8% de les quals corresponia a persones de 65 anys o més que vivien soles. El nombre mitjà de persones vivint en cada habitatge era de 2,06 i el nombre mitjà de persones que vivien en cada família era de 2,71.
Per edats la població es repartia de la següent manera: un 16,8% tenia menys de 18 anys, un 7% entre 18 i 24, un 19,4% entre 25 i 44, un 28,8% de 45 a 60 i un 28% 65 anys o més.
L'edat mediana era de 49 anys. Per cada 100 dones de 18 o més anys hi havia 72,1 homes.
La renda mediana per habitatge era de 21.250 $ i la renda mediana per família de 30.250 $. Els homes tenien una renda mediana de 27.946 $ mentre que les dones 18.472 $. La renda per capita de la població era de 13.107 $. Entorn del 14,1% de les famílies i el 17,8% de la població estaven per davall del llindar de pobresa.

## Poblacions més properes
El següent diagrama mostra les poblacions més properes.